# Капареца
Капареца (на италиански: Caparezza), сценичен прякор на Микеле Салвемини, е роден на 9 октомври 1973 в Молфета област на Пулия, Италия. Популярен рапър и певец в Италия.
Caparezza на диалектът в Молфета означава рошава (къдрава) глава. 